# Обманутый (фильм)
«Обманутый» (англ. The Beguiled) — американский цветной художественный фильм 1971 года с Клинтом Иствудом в главной роли, снятый режиссёром Доном Сигелом по роману писателя Томаса Куллинана «Раскрашенный дьявол». Сюжет фильма разворачивается во времена Гражданской войны в США: раненый солдат-северянин попадает в пансион для девушек в Виргинии, где оказывается втянут в водоворот отношений сразу с несколькими женщинами. Фильм стал третьим из пяти фильмов Дона Сигела, в которых снялся Клинт Иствуд.
В 2017 году на экраны вышла другая экранизация романа под тем же названием, что и фильм 1971 года (в российском прокате «Роковое искушение»), снятая Софией Копполой; фильм 2017 года иногда называют ремейком фильма Сигела.

## Сюжет
1860-е годы, Гражданская война в США, штат Виргиния. Собирая грибы, девочка Эми из пансиона для девушек встречает в лесу раненого капрала Северной армии Джона МакБёрни, которого она дотаскивает до пансионата. Директриса пансионата Марта Фартсворт решает обработать раны представителю вражеской армии, а затем сдать его патрулю. Она понимает, что мужчина будет помещён в тюрьму и скорее всего не выживет там, однако укрывательство врага-янки недопустимо. В самом пансионате живут только женщины: кроме директрисы и молодой учительницы Эдвины это шесть учениц, девочек-подростков, а также чернокожая служанка.
Проходит несколько дней, однако выдачи капрала патрулю под разными предлогами не происходит. МакБёрни, у которого была повреждена нога, постепенно крепнет и даже начинает ходить по территории на костылях. Общается он главным образом с директрисой, учительницей и служанкой, ученицам разговаривать с ним запрещено. Тем не менее, обнаружившая его Эми, а также обладающая независимым нравом Кэрол время от времени тайком проникают в комнату, где находится мужчина. Марта старается держать дистанцию и напоминает капралу, что со временем он будет арестован, однако с самого начала она чувствует притяжение к нему. Его присутствие заставляет её вспомнить о своём пропавшем несколько лет назад возлюбленном — их совместный портрет висит в доме, однако Марта говорит всем, что на нём изображён её брат. Скромная и неопытная Эдвина, последние несколько лет провёдшая в пансионате, раньше никогда не любила, однако начинает испытывать сильное чувство к МакБёрни, которое поддерживается тем, что сам он также постоянно говорит о симпатии к ней. Ученица Кэрол начинает знакомство с мужчиной с того, что целует его, каждый раз намекая на то, что она не против продолжения их отношений. Однако, застав мужчину обнимающимся в беседке с Эдвиной, за которой он обещает приехать после окончания войны, Кэрол чувствует ревность и вешает на ворота синюю повязку — сигнал патрулю о том, что на территорию проник враг. Патрульные обнаруживают МакБёрни, но директриса в последний момент спасает его, выдавая за своего родственника из Техаса, который находится на излечении.
Части Северной армии приближаются, и МакБёрни подумывает о том, чтобы вернуться к своим. Тем временем, флирт с тремя женщинами одновременно приводит к тому, что все три ожидают, что ночью МакБёрни придёт к ним в комнату. Марта впервые не запирает на ночь дверь комнаты, где живёт раненый, намекая ему на полную свободу действий. Размышляя, пойти ли ему к Марте или Эдвине, МакБёрни замечает на лестнице Кэрол. Понимая, что она может устроить скандал, он идёт к ней. Однако Эдвина и Марта слышат смех с верхнего этажа. Эдвина идёт в комнату Кэрол и застаёт там девушку и капрала в постели. В отчаянии Эдвина проклинает капрала и сталкивает его с лестницы, так что он получает открытый перелом ноги. Под тем предлогом, что у капрала может развиться гангрена, Марта настаивает на ампутации ноги и лично проводит её. Очнувшись и осознав своё положение, капрал приходит в бешенство, однако понимает, что теперь он в плену у женщин. Он обрушивает свой гнев на Марту и швыряет любимую черепашку Эми об пол. Только Эдвина уходит в комнату к МакБёрни, снова признаваясь ему в любви и отдаваясь ему. Марта же намекает Эми, что на ужин надо приготовить для капрала «особое блюдо» из столь любимых им грибов. Во время ужина капралу подают ядовитые грибы. Эдвина объявляет, что уезжает с капралом, потому что они решили пожениться. Она сама пробует грибы, но окрик Марты заставляет её выплюнуть их. МакБёрни понимает, что его отравили, но уже поздно. Он умирает, и все обитательницы пансионата на рассвете, завернув его в самодельный саван, выносят тело капрала за ворота, чтобы похоронить.

## В ролях
- Клинт Иствуд — Джон МакБёрни
- Джеральдин Пейдж — Марта Фартсворт
- Элизабет Хартман — Эдвина
- Джо Энн Харрис — Кэрол
- Памелин Фердин — Эми
- Дарлин Карр — Дорис
- Мэй Мерсер — Холли
- Мелоди Томас Скотт — Эбигейл
- Пегги Дриер — Лиззи
- Патриша Мэттик — Дженни
- Патрик Каллитон — Майлз Фартсворт

## Создание
Права на экранизацию книга Куллинана были куплены студией Universal Pictures в 1968 году. Изначально сценарий написал Альберт Мальц, причём в жанре романтической комедии.
Клинт Иствуд заинтересовался сценарием фильма, поскольку считал, что сможет наконец раскрыться в главной роли. Он не одобрил назначение режиссёром Джулиана Блаустина и договорился с Доном Сигелом, против чего студия не возражала. Однако Иствуда не устраивал сценарий, поскольку он хотел «подчеркнуть тёмную сторону МакБёрни и девушек», на что Мальц оказался неспособен. В результате сценарий был переписан Ирен Кэмп и Клодом Траверсом. Мальц был против упоминания своего имени, поэтому в титрах и он, и Кэмп были обозначены псевдонимами.
Режиссёр фильма планировал пригласить на роль Марты французскую актрису Жанну Моро, однако студия настояла на кандидатуре Пейдж.
Фильм снимался в окрестностях Батон-Ружа. Съёмки начались в апреле 1971 года. Продюсер Лэнг пытался протестовать против финала, поскольку он отличался от финала романа и также поскольку в этом фильме Иствуд впервые «умирал» на экране; однако актёр настоял на своём (впоследствии в карьере Иствуда было ещё только два фильма, в которых умирал его герой, это «Поющий по кабакам» и «Гран Торино»). На экраны фильм вышел поздней весной и провалился, заработав на первом внутреннем показе менее миллиона долларов. Ходили разговоры о том, что «Обманутый» нужно отправить в Канны, но против этого возражал Лэнг; в результате фильм «тихо исчез» и не приобрёл широкую известность.

## Отзывы
Рецензенты фильма отмечали создание напряжённости в картине почти на подсознательном уровне. В фильме есть ряд ярких символических сцен. Так, сон Марты в ночь, когда она ожидает прихода МакБёрни, содержит сцену любви втроём с участием Эдвины, и во сне тела любовников напрямую отражают композицию картины Пьета, которая висит на стене в комнате Марты. В начале фильма Эми разговаривает с вороном, привязанным за лапку к перилам балкона, обещая выпустить его, когда он окрепнет; в конце фильма мы видим тело ворона, безжизненно свисающее с перил.
На Rotten Tomatoes фильм имеет рейтинг одобрения 90 % на основе 21 рецензий, со средневзвешенной оценкой 7.3/10. На Metacritic у фильма 66 баллов из 100 по оценкам 6 критиков.